# Cryptostylis subulata
Cryptostylis subulata là một loài thực vật có hoa trong họ Lan. Loài này được (Labill.) Rchb.f. mô tả khoa học đầu tiên năm 1871.